# Sous-groupe de Fitting
Soit G un groupe, au sens mathématique. Le sous-groupe de Fitting de G est un certain sous-groupe caractéristique de G qui intervient de façon importante dans la partie de la théorie des groupes finis appelée analyse locale.

## Théorème de Fitting
Le théorème de Fitting, énoncé et démontré par Hans Fitting en 1938, peut s'énoncer comme suit :
Si H1, ...., Hn sont des sous-groupes normaux nilpotents de G, de classes de nilpotence respectives c1, ...., cn, alors le sous-groupe de G engendré par H1, … , Hn est lui aussi un sous-groupe normal nilpotent de G et sa classe de nilpotence est inférieure ou égale à la somme c1 +  .... + cn de celles des Hi.
Dans ce qui suit, on donne une démonstration dans le langage des commutateurs de sous-groupes. On peut rédiger la démonstration en donnant la préférence aux commutateurs d'éléments.

## Définition du sous-groupe de Fitting
Il résulte du théorème de Fitting que si le groupe G est fini, le sous-groupe F(G) de G engendré par les sous-groupes normaux nilpotents de G est lui-même normal et nilpotent. Il est clair que F(G) est alors le plus grand (relativement à l'inclusion) des sous-groupes normaux nilpotents de G et que c'est un sous-groupe caractéristique de G. On pose dès lors la définition suivante :
Si G est un groupe fini, on appelle sous-groupe de Fitting de G et on note F(G) ou Fit(G) le plus grand (relativement à l'inclusion) des sous-groupes normaux nilpotents de G.
On montre que si G est un groupe fini et que, pour tout diviseur premier p de l'ordre de G, on désigne par Op(G) l'intersection de tous les p-sous-groupes de Sylow de G (intersection qui est aussi le plus grand p-sous-groupe normal de G), alors F(G) est le produit direct des Op(G), où p parcourt les diviseurs premiers de l'ordre de G.
Prouvons que si le groupe G est infini, il n'a pas forcément un plus grand sous-groupe normal nilpotent. On sait que le sous-groupe du groupe général linéaire GLn(K) formé des matrices triangulaires supérieures avec des 1 sur la diagonale principale est nilpotent de classe n – 1. Il existe donc une suite infinie (Gn) telle que, pour chaque n, Gn soit un groupe nilpotent de classe n. Désignons par G la somme restreinte externe de la famille (Gn). Chaque Gn est un sous-groupe normal nilpotent de G et les Gn engendrent G. Donc, si G avait un plus grand sous-groupe normal nilpotent, ce sous-groupe serait G tout entier, donc G serait nilpotent. Soit alors c la classe de nilpotence de G; chaque Gn serait nilpotent de classe ≤ c, ce qui est faux si n > c. 
On ne peut donc pas définir de façon générale le sous-groupe de Fitting d'un groupe comme le plus grand de ses sous-groupes normaux nilpotents. Certains auteurs disent qu'un groupe (non forcément fini) G admet un sous-groupe de Fitting si et seulement s'il admet un plus grand sous-groupe normal nilpotent (et c'est alors ce sous-groupe qui est appelé le sous-groupe de Fitting de G). Selon cette définition, un groupe infini n'a pas forcément de sous-groupe de Fitting. D'autres auteurs définissent le sous-groupe de Fitting d'un groupe quelconque G comme le sous-groupe de G engendré par les sous-groupes normaux nilpotents de G. Avec cette définition, tout groupe admet un sous-groupe de Fitting (qui n'est pas forcément nilpotent).